# Harold Lasswell
Harold Dwight Lasswell (13. února 1902 – 18. prosince 1978) byl americký politolog a teoretik komunikace.

## Komunikační model
Zajímal se o praxi, techniku a účinky propagandy. Vyšel z poznatků, které získal studiem vojenské propagandy USA. v I. světové válce. Na základě těchto poznatků napsal v roce 1927 svoji první monografii Techniky vojenské propagandy ve světové válce (Propaganda Technique in the World War). Toto dílo se stalo jádrem pojmového systému a impulzem pro rozvíjení interdisciplinární vědy o médiích.
Propagandu chápal jako základní nástroj řízení veřejného mínění vládou, které je potřebné na získání podpory mas pro vládu. Propaganda je podle něj synonymním pojmenováním pro demokracii.
Jeho komunikační model vychází z teze, že mediální obsahy mohou bezprostředně působit na veřejné mínění v behavioristickém smyslu (což znamená, že se to bezprostředně projeví v sociálním chování obyvatelstva). Tato definice náleží mediálnímu determinizmu. Zároveň přitom vychází z představ tzv. synoptické orientace – tvorby individuálních představ o světě z neúplných zdrojů doplněných hodnotnými představami.
Lasswell svůj model pojmenoval termínem infuzní jehla, jelikož média neustále pulzují a trvale působí jednosměrným lineárním efektem příčina-účinek, a tím ovlivňují veřejné mínění. V tomto případě média mohou ve společnosti generovat i takové změny a procesy, se kterými masový adresát nesouhlasí, ale sociativně je musí, ať už bezprostředně či potlačeně, akceptovat. Tento princip shrnul Lasswell do věty: „V masové komunikaci je podstatné, kdo hovoří… co říká… komu to říká… jakým zprostředkováním… a s jakým účinkem.“

### Prvky komunikačního procesu
- Kdo? (komunikátor)
- Co? (komuniké)
- Komu? (komunikant, recipient)
- Čím? Jak?
- Prostřednictvím jakého média?
- S jakým úmyslem?
- S jakým účinkem?[1]

### Mediální výzkumy
Na základě rozdělení prvků komunikačního procesu, vznikla typologie mediálních výzkumů:
- Kontrolní výzkum – analyzuje kulturní, sociální, psychologické, ekonomické a politické parametry a vazby na úrovni komunikátora.
- Obsahový výzkum – váže se na výzkum obsahu poselství.
- Výzkum média – analyzují se technologické, psychologické a sociologické parametry a především možný technologický vývoj samotného média.
- Výzkum publika – pomocí anket a dotazníků se zjišťuje zpětná vazba, efekt a vliv médií na publikum.
- Výzkum působnosti – zde se využívá poznatků z výzkumů publika a těchto základech se médii snaží o zdokonalování mediálních efektů.

## Funkce médií
Následně vytvořil vlastní typologii sociativních efektů masového působení o třech úrovních:
1. Informování – přehled, osvojení se prostředí.
2. Korelace – socializace, podpora společenských norem.
3. Kontinuita – přenos kulturního dědictví z jedné generace na druhou.